# ZbMATH
zbMATH（ジービーマス、旧称: Zentralblatt MATH）は純粋数学及び応用数学の書籍・論文などに関する抄録・評論サービスである。ヨーロッパ数学会、ハイデルベルク科学・人文アカデミー、カールスルーエ学術情報センターにより編集・運営されている。数学の論文に関するデータベースとしてはMathSciNetと双璧をなす。2021年からオープンアクセスに移行し、名称がzbMATH Openに変更された。
各項目は書誌情報に加えて、キーワードと数学主題分類記号であるMSCが与えられており、多くには記名による評論がある。データベースはオンラインでアクセス可能で、
前身であるレビュー誌『数学とその学際領域のための中央誌』(Zentralblatt für Mathematik und ihre Grenzgebiete, Zbl) はオットー・ノイゲバウアーらによってドイツで1931年に刊行された。

## 問題点
殆どの人物は正確でも、一部の人物で不正確な検索結果がでることもある。